# Skål (musikal)
Skål är en svensk musikal från 1985 med manus av Lars Amble, Magnus Härenstam, Brasse Brännström och Lill Lindfors.
Musikalen, som framfördes på Maximteatern, var en tidskavalkad och regisserades av Lars Amble. Medverkade gjorde bl.a. Thomas Hellberg, Martin Ljung, Siw Malmkvist, Beatrice Järås, Örjan Ramberg/Stig Engström och Sharon Dyall. Anders Berglund svarade för musiken.
Musikalen blev en av Maxims stora succéer och spelades i två säsonger, 318 gånger.